# 陳奕綸
陳奕綸（1998年9月9日—）為前臺灣男子籃球運動員，場上位置為後衛。小學五年級時，身高只有145公分的陳奕綸獲選參加2010年少年NBA挑戰賽。陳奕綸成年後長到175公分，但因為身高沒有優勢，於是練習三分球。
2023年7月15日，超級籃球聯賽彰化柏力力宣佈與陳奕綸完成續約。
2024年8月14日，陳奕綸因涉入臺灣職籃假球案，涉嫌賭博及違反運動彩券發行條例等罪被移送彰化地檢署偵訊，訊後以新臺幣2萬元交保並限制住居。10月11日，中華民國籃球協會決議註銷陳奕綸的球員註冊。

## 外部連結
- 陳奕綸在Eurobasket.com（球員）（英语）
- 陳奕綸在Flashscore（英语）